# Badd Dimes
Bader Slilem (19 oktober 1990), beter bekend onder zijn artiestennaam Badd Dimes is een Nederlands dj.

## Levensloop
Slilem werd geboren in 1990. Onder zijn artiestennaam Badd Dimes maakte hij verschillende nummers die vaak alleen bestaan uit een beat, ofwel een nummer zonder gezongen tekst erover. In 2013 produceerde hij zijn eerste nummer onder de naam Desert. Hierna heeft hij meerdere nummers geproduceerd en samengewerkt met verschillende artiesten zoals Blasterjaxx, Dyna, Sandro Silva en F1rstman.
In augustus 2018 groeide zijn bekendheid dankzij de samenwerking met Famke Louise en Jayh door het nummer Ben je down?. Het nummer behaalde de 20e plek in de Nederlandse Single Top 100 en de 4e in de Tipparade van de Nederlandse Top 40.
Naast het produceren van eigen nummers is Slilem ook bekend van het remixen van bestaande nummers van andere artiesten. Daarnaast staat hij als dj regelmatig op festivals zoals Kingsworld en Dancefair.

## Discografie

### Singles
Hieronder een geselecteerde lijst met nummers die door Slilem zijn geproduceerd:
- Desert (2013)
- Titan (2014), met Blasterjaxx[6]
- Escalate (2014)
- Snake remix (2014), met Ibranovski
- Melodica (2014)
- That beat (2014)
- Light it up (2015), met We Are Loud en Sonny Wilson
- Cage (2015)
- Thug (2016)
- Wild in here (2016), met Dyna
- That ass (2016)
- Wanito (2016)
- Go down low (2017)
- Viezerik (2017), met Justice Toch
- That girl (2017), met Sandro Silva en F1rstman
- Dirty drums (2017), met Kill The Buzz[7]
- Papi riddim (2018)
- Ben je down? (2018), met Jayh en Famke Louise
- Tractor remix (2019)
- Geef me (2019), met Ogri Ai
- Dieper (2019)
- Maar ze liegen (2019)
- Up Down Girl (2019)
- Tik Tak (2020)
- Te bloqueo (2020)